# Parlay
Parlay ist eine Programmierschnittstelle für Telefonnetze.

## Übersicht
Das Industrie-Konsortium Parlay-Gruppe wurde 1998 gegründet mit dem Ziel der Spezifikation von Programmierschnittstellen (APIs), die den Zugriff auf und die Steuerung von Telefonnetzen vereinheitlichen und vereinfachen. Dabei wird eine Abstraktion von der zugrunde liegenden Hardware und Netztechnologie angestrebt: Die Steuerung eines Anrufes im Festnetz und in einem Mobilfunknetz werden beispielsweise auf die gleichen Parlay-Funktionen abgebildet.
Ziel ist es, IN-Dienste leichter entwickeln zu können – eine IN-Installation sollte nicht nur von hochqualifizierten Telefonexperten des Netzbetreibers oder eines Hardwareanbieters, sondern auch durch Außenstehenden und Softwarehäuser durchgeführt werden können, um so Mehrwertdienste schneller und kostengünstiger zu erstellen.
Weiter werden so die Telefonnetze und das Internet besser verbunden – durch die Verschmelzung sollen neuartige Dienste und Angebote das Geschäft mit Mehrwertdiensten bereichern. Ein Beispiel hierfür wäre Click to Dial – ein Dienst, der bei einem Klick auf einer Webseite automatisch eine Telefonverbindung aufbaut. Ein anderes Beispiel wäre ein Dienst, der das verloren gegangene Handy eines Nutzers ortet und den momentanen Aufenthaltsort auf einer Karte in einer Webseite anzeigt. Dieser Effekt wird in Fachkreisen als Konvergenz der Telefon- und IP-Netze bezeichnet.

## Beziehung zu anderen Standards und Organisationen
Die Parlay-Gruppe arbeitet eng mit der ETSI und dem 3GPP zusammen. Die Parlay-Spezifikation wird von allen drei Organisationen veröffentlicht. Innerhalb des 3GPP ist die Parlay-Spezifikation ein Teil der Open Service Access Architektur und wird daher auch als Parlay/OSA bezeichnet.

## Technischer Hintergrund
Die Architektur, die durch die Parlay/OSA Spezifikation beschrieben wird, gliedert sich in drei große Gruppen:
- Service Capability Features (SCF) – dies sind die Schnittpunkte zu der Netz-Funktionalität des Telefonnetzes. Sie ermöglichen es, zum Beispiel, einen Anruf zu initiieren, zu steuern und zu beenden oder eine Ansage abzuspielen.
- Framework –  bietet grundlegende Mechanismen wie zum Beispiel die Identifikation und Autorisierung der Anwendungen gegenüber den SCFs und ermöglicht es den Anwendungen, diese SCFs zu nutzen. Weiterhin soll das Framework die Interoperabilität zwischen SCFs von unterschiedlichen Anbietern und den Anwendungen ermöglichen.
- Applications – die Anwendungen, die zu meist in einem speziellen Anwendungsserver laufen. Sie implementieren die Logik der Mehrwertdienste und nutzen mittels der SCFs die Dienste des Telefonnetzes.

Die Parlay/OSA Spezifikation beschreibt die Schnittstellen zwischen diesen Komponenten. Nicht in der Spezifikation näher beschrieben, aber als Bestandteile der Gesamtarchitektur mit vorgesehen, sind Werkzeuge und Schnittstellen für die Administration des Frameworks, der SCFs und deren Anwendungen.
Alle Service Capability Features und das Framework eines Anbieters werden zusammengefasst als Parlay Gateway bezeichnet.
Alle Parlay/OSA Schnittstellen sind in der IDL für CORBA definiert. Dies ermöglicht eine sprachunabhängige Implementation der verschiedenen Teile. So können zum Beispiel einige SCFs in C++ programmiert worden sein, während die Anwendungen in Java implementiert worden sind.

## ParlayX
Seit 2003 werden einige Schnittstellen in der Beschreibungssprache für Webservices (WSDL) spezifiziert und als ParlayX bezeichnet. ParlayX definiert eine Reihe von Funktionen, die es in den IDL-definierten Schnittstellen nicht gibt, wie zum Beispiel das Versenden einer SMS. Ebenfalls wurden Abbildungen der bisherigen Parlay/OSA Schnittstellen auf Webservices festgelegt.
ParlayX ist nicht als Nachfolger der IDL-Version der Parlay/OSA Definition anzusehen. Beide Zweige des Parlay Standards werden weiterentwickelt. So existiert zurzeit die Parlay/OSA-API in Version 5.0, Version 6 existiert als Entwurf. ParlayX befindet sich momentan in Version 2.1, die Nachfolgerversionen 2.2 sowie 3.0 sind in Planung.